# Ла-Орнь
Ла-Орнь (фр. La Horgne) — коммуна во Франции, находится в регионе Шампань — Арденны. Департамент — Арденны. Входит в состав кантона Омон. Округ коммуны — Шарлевиль-Мезьер.
Код INSEE коммуны — 08228.
Коммуна расположена приблизительно в 190 км к северо-востоку от Парижа, в 80 км севернее Шалон-ан-Шампани, в 17 км к югу от Шарлевиль-Мезьера.

## Население
Население коммуны на 2008 год составляло 185 человек.
| 1962 | 1968 | 1975 | 1982 | 1990 | 1999 | 2008 |
| ---- | ---- | ---- | ---- | ---- | ---- | ---- |
| 39   | 53   | 53   | 81   | 107  | 106  | 185  |

## Экономика
В 2007 году среди 122 человек в трудоспособном возрасте (15—64 лет) 101 были экономически активными, 21 — неактивными (показатель активности — 82,8 %, в 1999 году было 70,6 %). Из 101 активных работали 95 человек (49 мужчин и 46 женщин), безработных было 6 (3 мужчин и 3 женщины). Среди 21 неактивных 11 человек были учениками или студентами, 7 — пенсионерами, 3 были неактивными по другим причинам.

## Фотогалерея

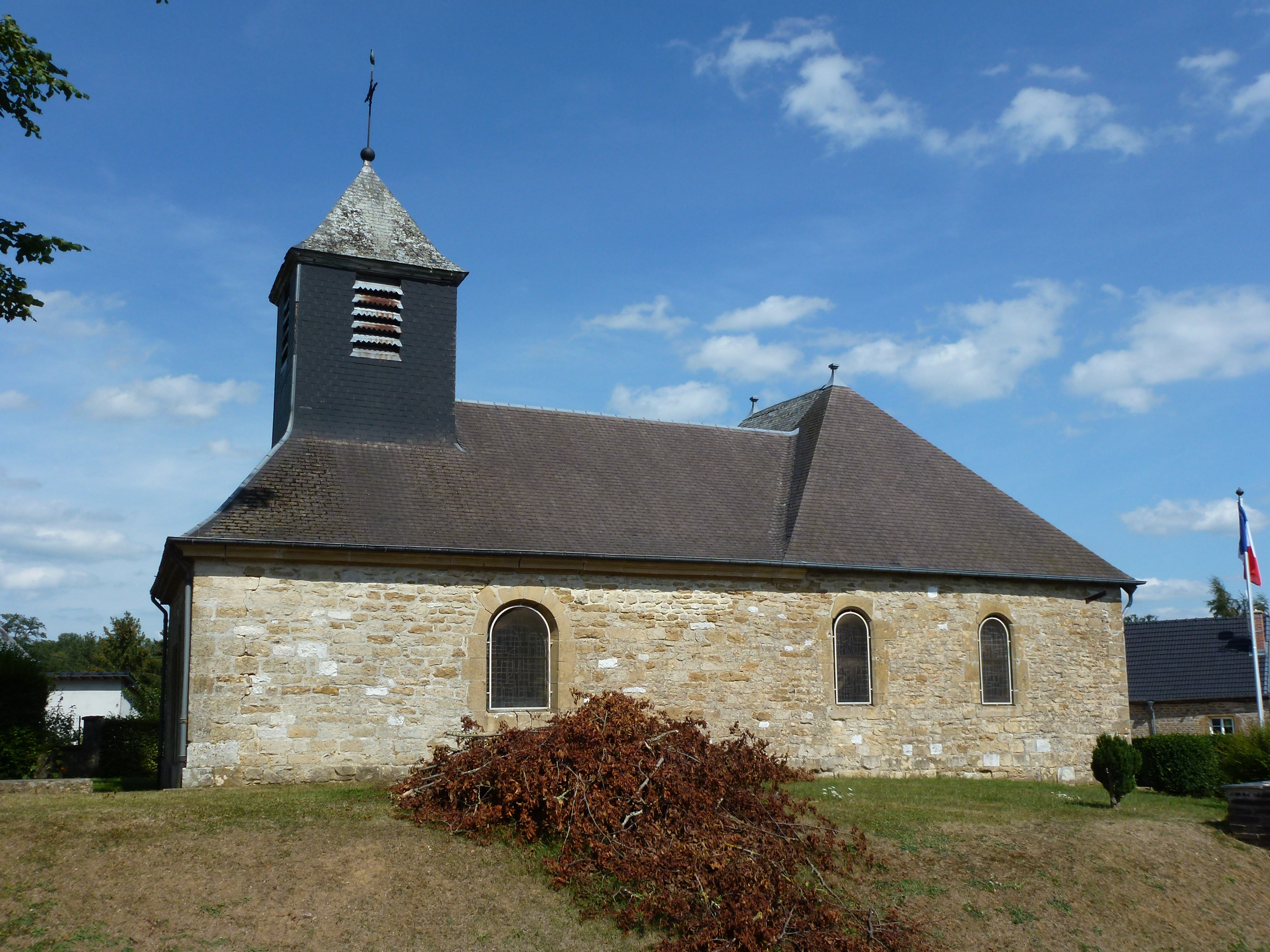
Церковь
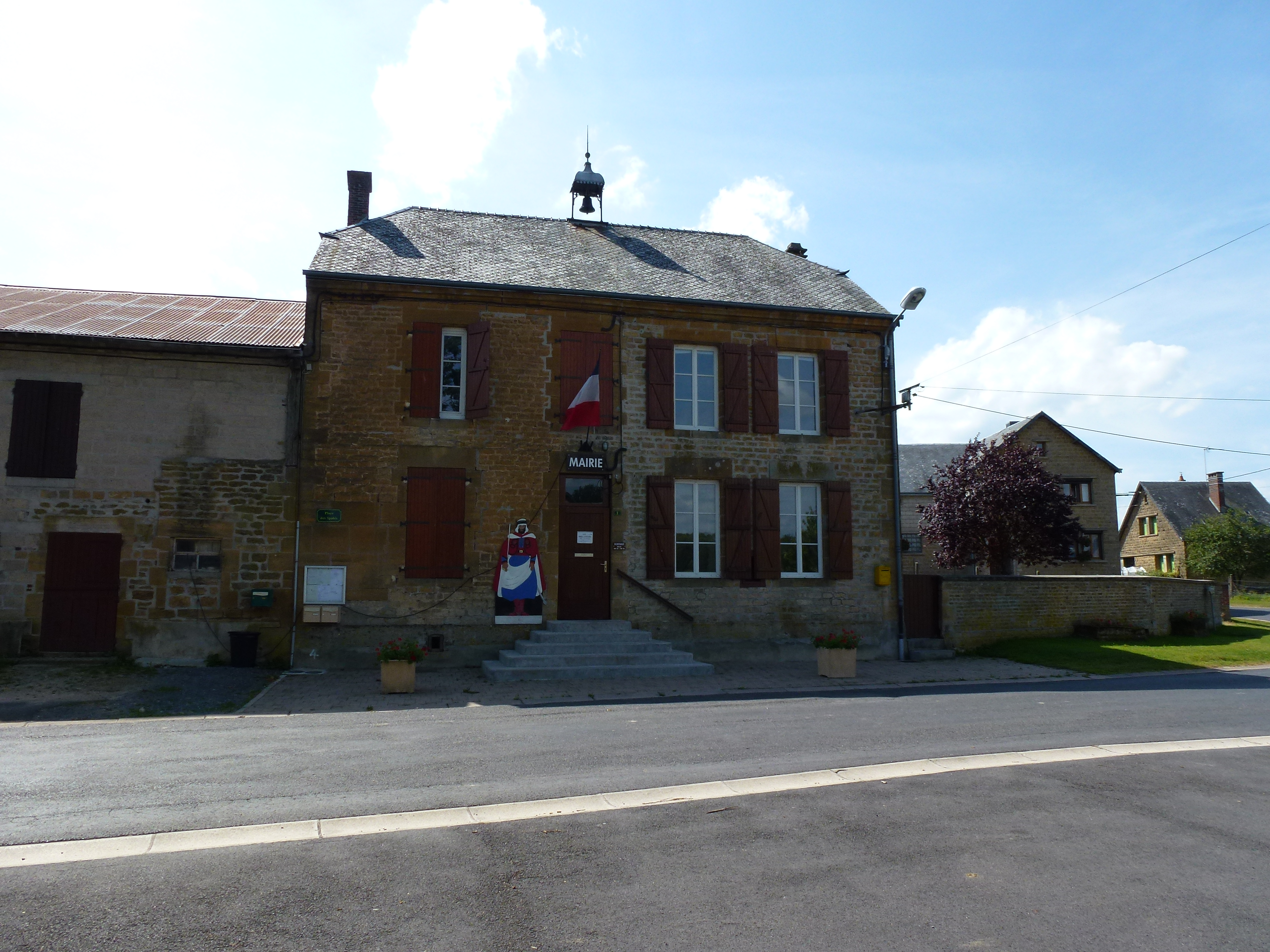
Мэрия и музей спаги
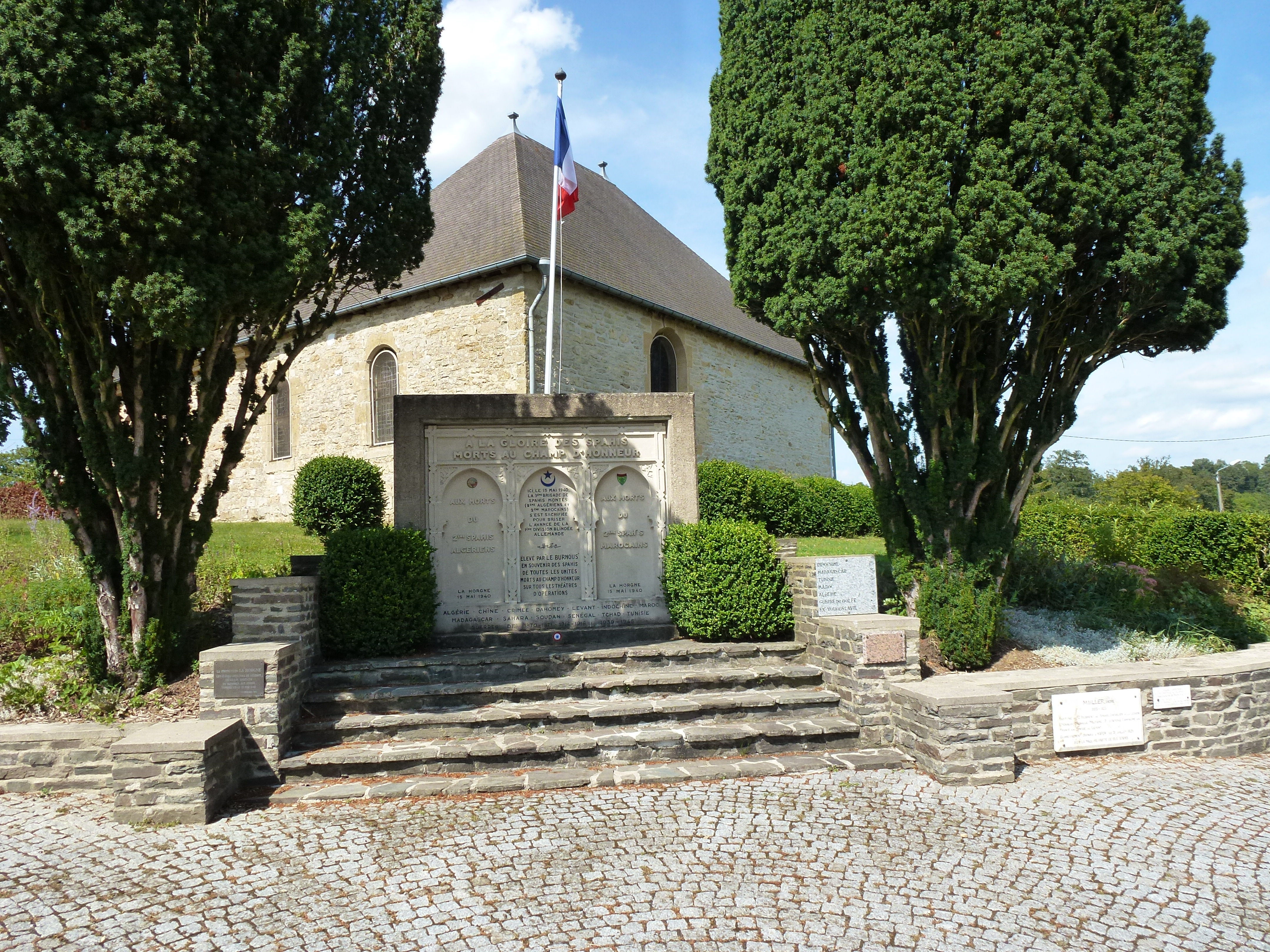
Памятник спаги
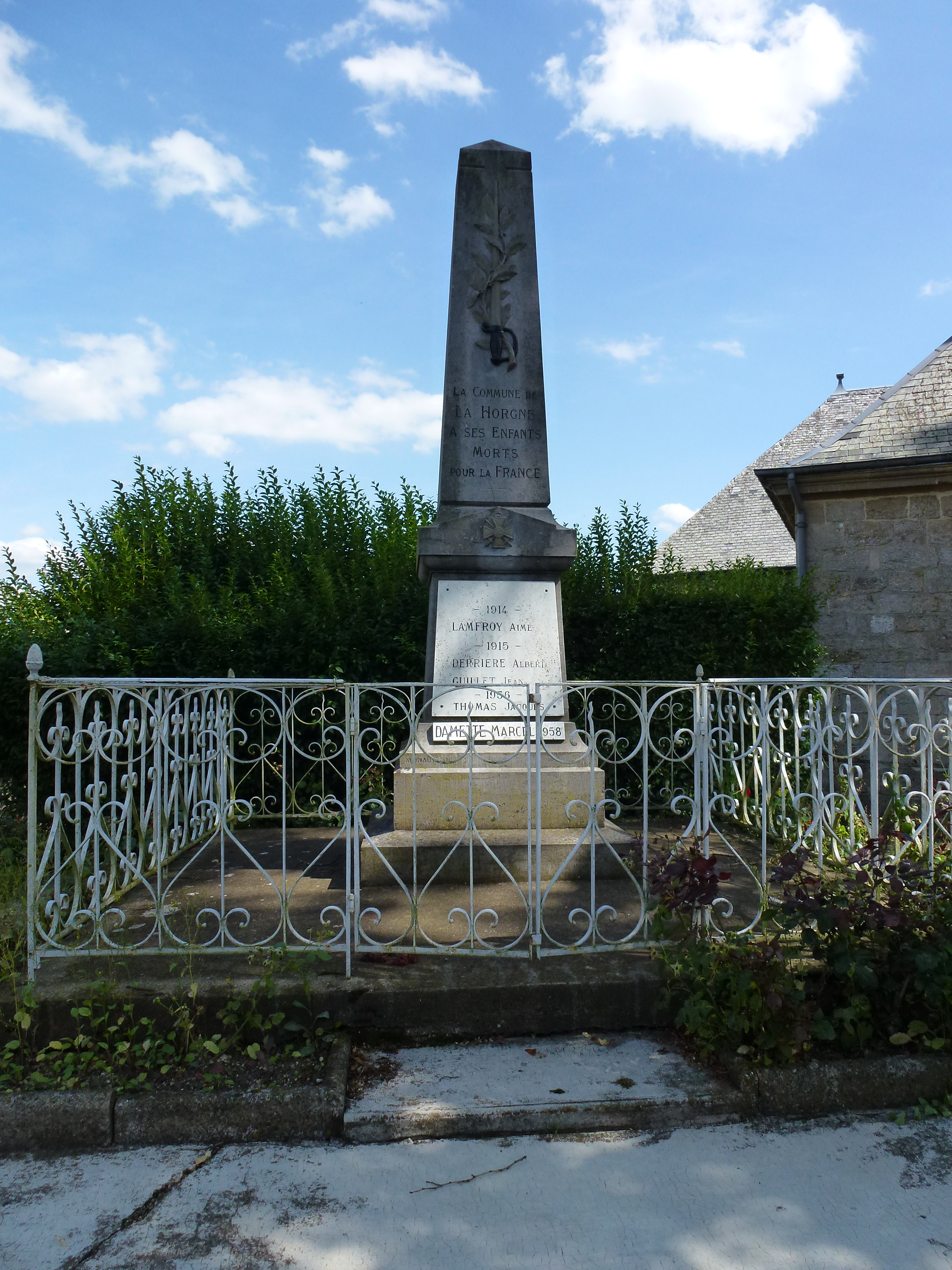
Памятник погибшим в Первой мировой войне